# Hoya estrellaensis
Hoya estrellaensis är en oleanderväxtart som beskrevs av T.Green och Kloppenb.. Hoya estrellaensis ingår i släktet Hoya och familjen oleanderväxter. Inga underarter finns listade i Catalogue of Life.